# Tre Flowers
Trequille Flowers (Converse, 2 giugno 1995) è un giocatore di football americano statunitense che milita nel ruolo di cornerback per i Jacksonville Jaguars della National Football League (NFL).

## Carriera

### Seattle Seahawks
Al college Flowers giocò a football alla Oklahoma State University-Stillwater dal 2014 al 2017 nel ruolo di safety. Fu scelto nel corso del quinto giro (146º assoluto) del Draft NFL 2018 dai Seattle Seahawks che lo spostarono nel ruolo di cornerback, in cui non aveva più giocato dalle scuole superiori. Debuttò come professionista partendo come titolare nel lato opposto a Shaquill Griffin contro i Denver Broncos, concludendo la partita con 8 placaggi. La settimana successiva non fu in campo a causa di un problema al tendine del ginocchio, in quella che fu l'unica assenza stagionale. La sua stagione da rookie si concluse con 67 placcaggi e 3 fumble forzati, giocando sempre come titolare. Nella settimana 6 della stagione 2020 mise a segno il primo intercetto in carriera su Baker Mayfield dei Cleveland Browns. La sua annata si chiuse con 3 intercetti e i suoi primi due sack, restando stabilmente titolare.
Il 12 ottobre 2021 fu svincolato.

### Cincinnati Bengals
Il 14 ottobre 2021 Flowers firmò con i Cincinnati Bengals.

### Atlanta Falcons
L'maggio 2023 Flowers firmò un contratto di un anno con gli Atlanta Falcons. Nell'unica stagione con la squadra disputò tutte le 17 partite, di cui tre come titolare, con 21 placcaggi e 2 passaggi deviati.

### Jacksonville Jaguars
Il 16 maggio 2024 Flowers firmò con gli Jacksonville Jaguars. Fu svincolato il 27 agosto dopo di che rifirmò con la squadra di allenamento.

## Palmarès
- American Football Conference Championship: 1

Cincinnati Bengals: 2021